# إيملي كاي
إيملي كاي (بالإنجليزية: Emily Kay) هي دراجة بريطانية، ولدت في 7 سبتمبر 1995 في برومزغروف ‏ في المملكة المتحدة.

## وصلات خارجية
- إيملي كاي على موقع الاتحاد الدولي للدراجات (الإنجليزية)
- إيملي كاي على موقع أرشيف الدراجات (الإنجليزية)
- إيملي كاي على موقع إحصائيات الدراجات الإحترافية (الإنجليزية)
- إيملي كاي على موقع نسبة الدراجات (الإنجليزية)
- إيملي كاي على موقع CycleBase (الإنجليزية)
- إيملي كاي على موقع اللجنة الأولمبية الدولية (الإنجليزية)
- إيملي كاي على موقع أوليمبيديا (الإنجليزية)
- إيملي كاي على موقع اللجنة الأولمبية الأيرلندية (الإنجليزية)